# Takayama, Gifu
Takayama (Nhật: 高山 市 (Cao Sơn thị)) là một thành phố thuộc tỉnh Gifu, Nhật Bản.